# هایفونگ
هایفونگ (به ویتنامی: Hải Phòng) شهری در ویتنام با جمعیت ۱٬۹۰۴٬۱۰۰ نفر است.